# Revolución tricolor
La Revolución tricolor fue un movimiento armado desarrollado en 1875 contra el gobierno de Pedro Varela, en los inicios del Militarismo. Fueron sus principales impulsores los desterrados el 24 de febrero por el mismo Varela en la barca Puig, quienes, al regresar de su forzado viaje a Estados Unidos, se radicaron en su mayoría en Buenos Aires y comenzaron de inmediato a preparar una sublevación tendente a restaurar la legalidad.

## Inicios
En marzo de 1875 se instaló en la capital argentina un Comité de Guerra que presidía José María Muñoz, quien, de inmediato, tomó contacto con destacados caudillos blancos del interior del país, entre ellos Ángel Muniz y José María Pampillón. Sin embargo la adhesión no fue muy amplia, ya que Timoteo Aparicio, principal líder militar del Partido Nacional, apoyaba al gobierno desde que éste –a través de Lorenzo Latorre– le aseguró el 19 de enero el respeto a las cláusulas de la Paz de Abril que había puesto fin a la Revolución de las Lanzas de 1870 – 1872. El movimiento fue llamado Revolución tricolor pues empleó la bandera de los Treinta y Tres Orientales; de esa forma se colocaba por encima de las banderías partidistas tradicionales, con carácter de resistencia nacional contra la tiranía. Ello no impidió que se crearan graves incidentes internos por la insistencia de algunos caudillos en que sus tropas emplearan la divisa blanca.

## Organización
La organización dejó mucho que desear y fue la causa del fracaso. Andrés Lamas, miembro del Comité de Guerra y decidido partidario de la lucha armada contra la dictadura, abandonó abruptamente Buenos Aires y se trasladó a Montevideo a asumir el cargo de ministro de Hacienda que le ofreció el presidente Varela. No hubo coordinación en la jefatura militar por desconfianza entre los líderes; Ángel Muniz, de gran prestigio por su actuación en la Revolución de las Lanzas, estaba formalmente al mando pero en realidad la empresa se desarrolló a puro coraje e impulsada por iniciativas personales. En julio se dio a conocer una proclama revolucionaria redactada por José Pedro Ramírez y Ambrosio Carranza, en la que se acusaba al gobierno instalado en enero tras la caída del presidente José Ellauri de «Una serie continua de ataques inauditos a las instituciones representativas, a todas las libertades, a la seguridad individual, a la fe pública, a la propiedad privada, a la paz y a las relaciones internacionales».

## Acciones bélicas

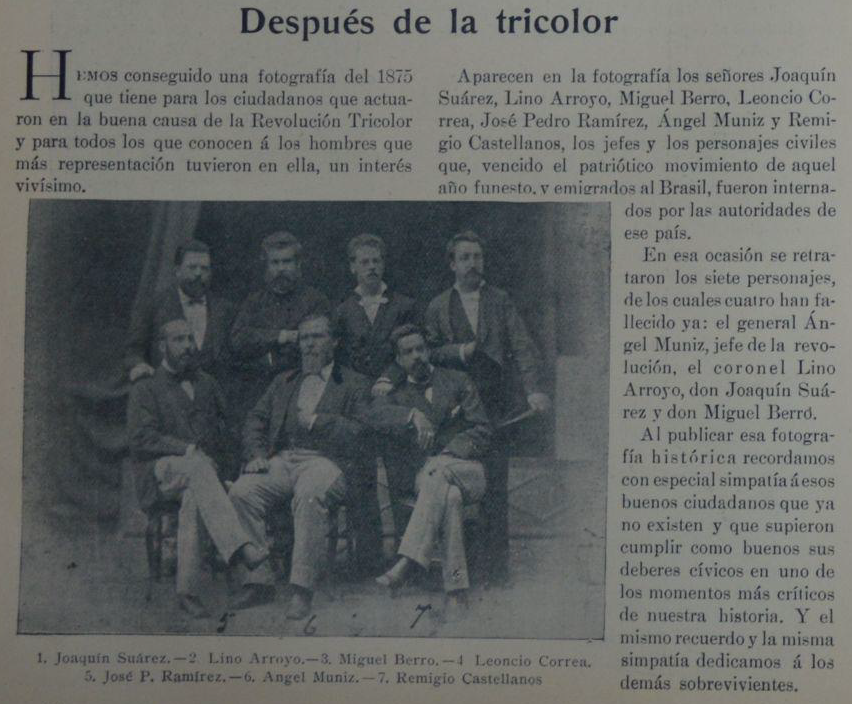
Participantes de la Revolución Tricolor.

El 7 de septiembre Atanasildo Saldaña sublevó a la División Salto y el 13 de octubre chocó con Simón Martínez, que comandaba un cuerpo del Ejército nacional en Palomas; ambos bandos se adjudicaron la victoria. Casi al mismo tiempo Julio Arrúe ingresó al país por Soriano, ocupó Mercedes y obtuvo, el 7 de octubre, una sonada victoria sobre las tropas gubernistas que mandaba Carlos Gaudencio en la batalla de Perseverano, librada a orillas del río San Salvador. Pero los triunfos iniciales fueron barridos por una serie de derrotas; en la batalla de Guayabos, departamento de Paysandú, los revolucionarios fueron vencidos por las tropas gubernistas al mando de Nicasio Borges (el jefe de la vanguardia del ejército vencedor, Dionisio Irigoyen, hizo degollar a más de 400 prisioneros y heridos, según las crónicas de la época, entre los cuales al Comandante Carlos Gurméndez, uno de los principistas deportados a La Habana en la Barca Puig).  En Carreta Quemada (departamento de San José), Pampillón fue derrotado por su antiguo jefe, Timoteo Aparicio, que combatía a las órdenes del gobierno, y el propio Latorre (entonces ministro de Guerra), con el concurso de la ascendente figura del ejército, Máximo Santos, desbarató las últimas fuerzas de Ángel Muniz el 20 de diciembre y terminó con el movimiento. Muniz, que se internó en Brasil, contó entre sus combatientes a tres jóvenes hermanos de Cerro Largo: Gumersindo, Antonio Floricio y Aparicio Saravia, quienes entre 1893 y 1904 liderarían diversos movimientos armados en Rio Grande do Sul, y en Uruguay. Desde el 16 de enero de 1875 el Ejército comenzó a utilizar los novísimos fusiles y carabinas Rémington de 11 mm, su primera arma de retrocarga, que monopolizó por ley del 8 de mayo de 1876.